# 伊尔沙 (俄罗斯)
伊尔沙（羅馬化：Irsha）是俄罗斯克拉斯诺亚尔斯克边疆区的市级镇，属雷宾斯科耶区，地处克拉斯诺亚尔斯克边疆区南部，在区行政中心扎奥焦尔内东南、边疆区首府克拉斯诺亚尔斯克东方。
该地2021年人口有1,142人；2010年人口1,236；2002年人口1,459；1989年人口1,837。